# ورزشگاه ماریو آلبرتو کمپس
 ورزشگاه ماریو آلبرتو کمپس  (به انگلیسی: Estadio José Amalfitani) ورزشگاهی در شهر کوردوبا است.
این ورزشگاه در سال ۱۹۷۸ میلادی ساخته شده‌است و ظرفیت آن ۵۷٬۰۰۰ نفر است.
۸ بازی جام جهانی فوتبال ۱۹۷۸ در این ورزشگاه برگزار شده‌است.